# Aponogeton
Aponogeton is een geslacht van waterplanten uit de familie Aponogetonaceae. Het geslacht telt ongeveer zestig soorten die hoofdzakelijk voorkomen in (sub)tropische gebieden in de Oude Wereld, van tropisch en zuidelijk Afrika tot in Noord-Australië.

## Soorten
- Aponogeton abyssinicus Hochst. ex A.Rich.
- Aponogeton afroviolaceus Lye
- Aponogeton angustifolius Aiton
- Aponogeton appendiculatus H.Bruggen
- Aponogeton azureus H.Bruggen
- Aponogeton bernierianus (Decne.) Hook.f.
- Aponogeton bogneri H.Bruggen
- Aponogeton boivinianus Baill. ex Jum.
- Aponogeton bruggenii S.R.Yadav & Govekar
- Aponogeton bullosus H.Bruggen
- Aponogeton capuronii H.Bruggen
- Aponogeton cordatus Jum.
- Aponogeton crispus Thunb.
- Aponogeton cuneatus S.W.L.Jacobs
- Aponogeton dassanayakei Manaw. & Yakand.
- Aponogeton decaryi Jum. ex Humbert
- Aponogeton desertorum Zeyh. ex Spreng.
- Aponogeton dioecus Bosser
- Aponogeton distachyos L.f.
- Aponogeton eggersii Bogner & H.Bruggen
- Aponogeton elongatus F.Muell. ex Benth.
- Aponogeton euryspermus Hellq. & S.W.L.Jacobs
- Aponogeton fotianus J.Raynal
- Aponogeton fugax J.C.Manning & Goldblatt
- Aponogeton gottlebei Kasselm. & Bogner
- Aponogeton hexatepalus H.Bruggen
- Aponogeton jacobsenii de Wit
- Aponogeton junceus Lehm.
- Aponogeton kannangarae M.A.Silva, Deshaprema & Manamperi
- Aponogeton kimberleyensis Hellq. & S.W.L.Jacobs
- Aponogeton lakhonensis A.Camus
- Aponogeton lancesmithii Hellq. & S.W.L.Jacobs
- Aponogeton longiplumulosus H.Bruggen
- Aponogeton loriae Martelli
- Aponogeton madagascariensis (Mirb.) H.Bruggen
- Aponogeton masoalaensis Bogner
- Aponogeton natalensis Oliv.
- Aponogeton natans (L.) Engl. & K.Krause
- Aponogeton nateshii S.R.Yadav
- Aponogeton nudiflorus Peter
- Aponogeton proliferus Hellq. & S.W.L.Jacobs
- Aponogeton queenslandicus H.Bruggen
- Aponogeton ranunculiflorus Jacot Guill. & Marais
- Aponogeton rehmannii Oliv.
- Aponogeton rigidifolius H.Bruggen
- Aponogeton robinsonii A.Camus
- Aponogeton satarensis Sundararagh., A.R.Kulk. & S.R.Yadav
- Aponogeton schatzianus Bogner & H.Bruggen
- Aponogeton stuhlmannii Engl.
- Aponogeton subconjugatus Schumach. & Thonn.
- Aponogeton tenuispicatus H.Bruggen
- Aponogeton tofus S.W.L.Jacobs
- Aponogeton troupinii J.Raynal
- Aponogeton ulvaceus Baker
- Aponogeton undulatus Roxb.
- Aponogeton vallisnerioides Baker
- Aponogeton vanbruggenii Hellq. & S.W.L.Jacobs
- Aponogeton viridis Jum.
- Aponogeton wolfgangianus S.R.Yadav
- Aponogeton womersleyi H.Bruggen